# Saprinus inausus
Saprinus inausus är en skalbaggsart som beskrevs av Sylvain Auguste de Marseul 1862. Saprinus inausus ingår i släktet Saprinus och familjen stumpbaggar. Inga underarter finns listade i Catalogue of Life.